# 藤井治枝
藤井 治枝（ふじい はるえ、1929年5月2日 - ）は、日本の女性問題学者。
東京生まれ。1950年聖心女子大学歴史科卒業。その後、楫西光速に師事。1994年「日本型企業社会と女性労働 労務管理と家庭対策の相互連関」で立教大学経営学博士。1966年「朝日ジャーナル論文賞」に入賞。以後、女性に関する問題を中心に、労働・教育・家族・家庭など、幅広く評論活動に従事。同時に、神奈川県・横浜市、藤沢市などの「婦人問題懇話会」の理事・座長・会長を務めた。

## 著書
- 『これからの女性と女子教育 社会進出時代の女子教育の見方考え方』世界書院 1969
- 『誰のための家庭か』明治図書出版　シリーズ・現代家庭教育新書 1972
- 『現代家庭教育論』ドメス出版 1974
- 『現代母親論』明治図書出版 シリーズ・現代家庭教育新書　1975
- 『主婦 再出発への設計図』ミネルヴァ書房 シリーズ「女いま生きる」 1984
- 『日本型企業社会と女性労働 職業と家庭の両立をめざして』ミネルヴァ書房 シリーズ<女・あすに生きる> 1995
- 『専業主婦はいま 多様化と個性化の中で』ミネルヴァ書房 2002
- 『もう一度風を変えよう 先達者からの応援歌』ドメス出版 2010
- 『薔薇の風 句集』自由企画・出版 2012

### 共編著
- 『日本の女子高等教育 共学大学女子卒業生の追跡調査報告』編著 ドメス出版 1973
- 『女の教育100年』金森トシエ共著 三省堂選書 1977
- 『家庭と女性 つくられたマイホームからの脱出』編著 現代婦人問題研究会 婦人問題双書 1980
- 『女子教育 女の自立を求めて』奥山えみ子共編 現代婦人問題研究会 婦人問題双書 1982
- 『母と教師の教育改革』編著 労働教育センター 1986
- 『日本企業の働く女性たち 取り巻く現状と未来展望』渡辺峻共編著 ミネルヴァ書房 シリーズ<女・あすに生きる> 1998
- 『現代企業経営の女性労働 労務管理の個別化と男女の自立』渡辺峻共編著 ミネルヴァ書房 叢書現代経営学 1999
- 『各国企業の働く女性たち 取り巻く現状と未来展望』柴山恵美子,渡辺峻共編著 ミネルヴァ書房 シリーズ<女・あすに生きる> 2000
- 『世界の女性労働 ジェンダー・バランス社会の創造へ』柴山恵美子,守屋貴司共編著 ミネルヴァ書房 シリーズ〈女・あすに生きる〉 2005

## 論文
- ＜藤井治枝